# Campo de refugiados de Azraq
El Campo de Refugiados de Azraq es un campo de refugiados que se encuentra cerca de Azraq (Jordania) que fue construido para los refugiados de la Guerra Civil de Siria. Se desarrolló y se manejó por el Alto comisionado de Naciones Unidas para Refugiados (ACNUR) en colaboración con el gobierno de Jordania. Su apertura fue en abril del 2014. Alrededor de marzo del 2016 ya tenía unos 32.000 refugiados.

## Desarrollo y metas

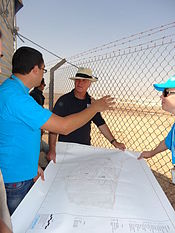
El ministro británico de Departamento de Desarrollo internacional, Desmond Swayne, recibe una sesión informativa por parte de UNICEF sobre el bombeo de agua en el campo de refugiados de Azraq en julio de 2015.

La construcción del campo comenzó en mayo de 2013. Está situado a 20 kilómetros (12 millas) al oeste de Azraq en terreno desértico caluroso y a 90 kilómetros de la frontera de Jordania-Siria, ya se había usado antes durante la Guerra del Golfo de 1990-91 como un campo de tránsito para iraquíes y kuwatíes desplazados. El campo abarca aproximadamente 15 kilómetros (9.3 millas).
El rasgo estéticamente distintivo del nuevo campo es la hilera de cabañas blancas con aislamiento térmico y techo inclinado, que sirven como refugios. Un reportero británico describió el «inhóspito campo» como «una aparición en el horizonte que parece una versión alienígena de un festival de música.» Los refugios se construyeron con zinc y acero con la finalidad de que pudieran soportar adversidades climáticas como las altas temperaturas y grandes ráfagas de viento. En su construcción no se usaron ni cemento ni hormigón, cosa que enfatiza la idea de que no estaba previsto que el campo fuera permanente.
El campo se diseñó con la idea de superar algunos de los problemas que ocurrieron en el superpoblado y problemático campo de refugiados de Zaatari, situado más cerca de la frontera. Las instalaciones del campo de refugiados de Azraq,por ejemplo las clínicas médicas y las zonas de juegos para los niños, se estructuran de forma descentralizada para emular una ciudad dentro de él. En concreto, uno de los objetivos era apoyar la preservación de las estructuras sociales de las comunidades sirias. Las cuestiones sobre seguridad también fueron primordiales a la hora de construirlo. En abril de 2014, el encargado de la ACNUR al mando del campo dijo: «Hemos estudiado qué se ha hecho en Zaatari y en otros campos de refugiados alrededor del mundo y hemos intentado planificarlo cuidadosamente. Prepararnos durante meses con nuestros compañeros no es un lujo del que siempre disponemos.» Otro trabajador de ACNUR afirmó: «Lo que ves cuando das una vuelta por todo es probablemente uno de los mejores campos para refugiados en el mundo.» El coste de construcción del campo fue de 63.5 millones de dólares, con la ayuda de fondos recibidos de donantes internacionales.
Los primeros refugiados empezaron a llegar el 28 de abril de 2014. Cuando se inauguró, disponía de cobijo para 25,000 personas y una infraestructura destinada para unos 50,000, que podía ampliarse hasta 130,000. De este modo, tenía el potencial de convertirse en uno de los mayores campos de refugiados, no solo alrededor de Siria, sino del mundo, quizás solo después del de Dadaab en Kenia. En este momento, Jordania ya contaba con unos 600,000 refugiados registrados dentro de sus fronteras. Sin embargo, los funcionarios del país decían que podrían ser el doble.

## Realidad

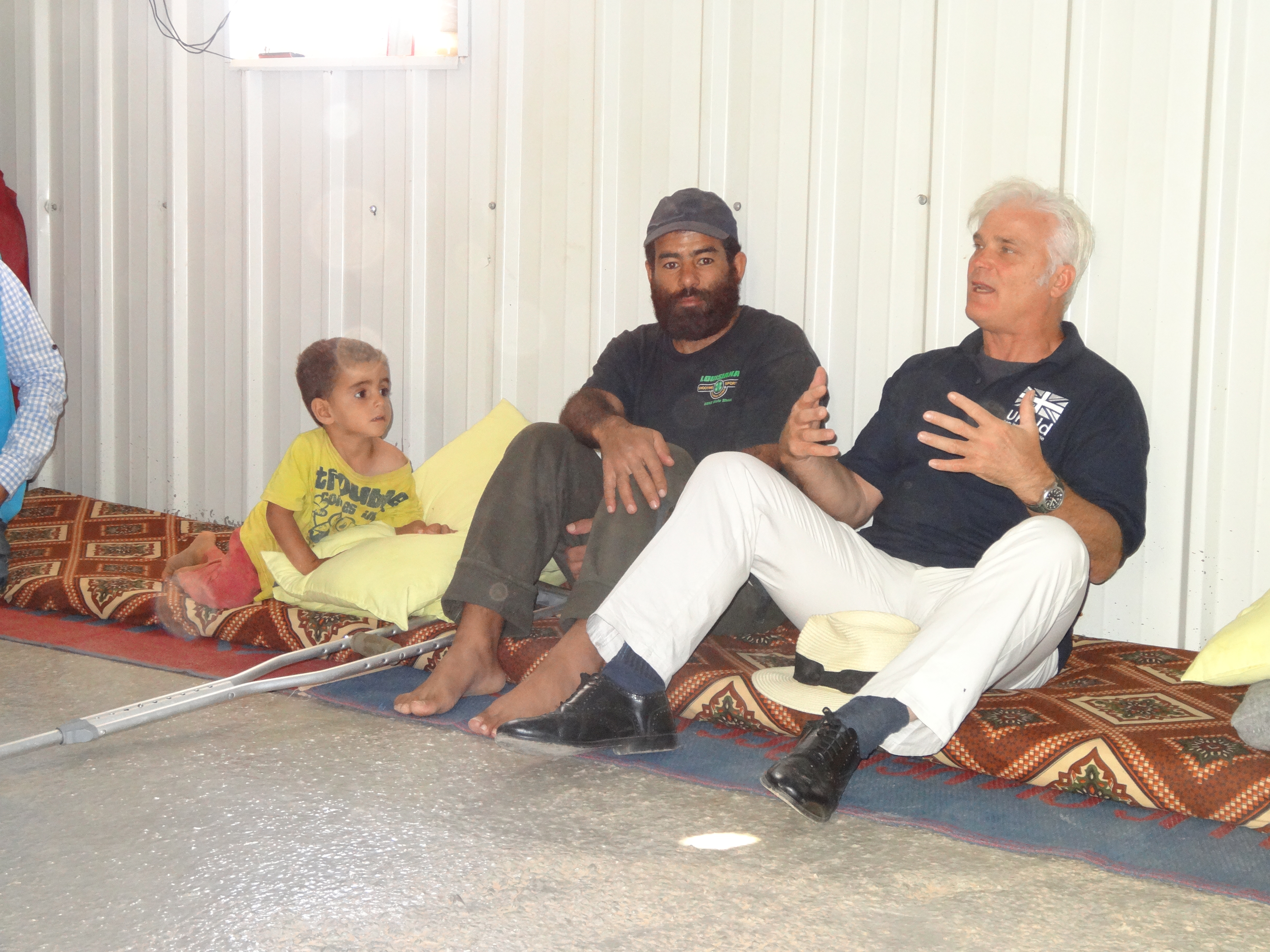
El Ministro Swayne habla con refugiados sirios en el campo en julio de 2015.

Una vez abierto, el campo no se llenó como se esperaba. Alrededor marzo de 2015, el campo de refugiados de Azraq solo contaba con 14,500 refugiados, cuando se había anticipado que, para entonces, ya contaría con más de 60,000. Algunas de las razones fueron externas, como, por ejemplo, el miedo al Estado Islámico de Irak y de que los combatientes del Levante entrasen a Jordania junto con los refugiados o la preocupación del gobierno jordano por la posible fatiga de los donantes y los gastos a largo plazo de albergar una población de refugiados. Otras razones se debieron al campo en sí: más de la mitad de los 35,000 refugiados que habían ingresado al campo ya se habían ido (la mayoría se establecería ilegalmente en pueblos y ciudades jordanas).
Uno de los primeros problemas en el campo fue la ausencia de electricidad, ya que este está situado en un área muy remota, alejada de otras zonas pobladas. Por lo tanto, los refugiados se veían obligados a usar linternas de energía solar. Una de las repercusiones de esto, es que los refugiados tenían problemas para mantener las baterías de sus móviles cargadas y, por consecuente, para comunicarse con sus familiares de fuera del campo. Con el tiempo pasaron a tener acceso a unos cuantos generadores. Otros refugiados se preocupaban por los ratones, serpientes y escorpiones. La naturaleza desoladora del campo no ayudaba. Como dijo uno de los refugiados ancianos cuando llegó con su familia: <<La primera vez que llegué y vi el campo, casi me da un infarto. Me sobrecogió un sentimiento de desolación y desconcierto>>.
En junio de 2015 el campo de refugiados de Azraq todavía tenía alrededor de unos 18 500 refugiados. Las razones más comunes de los refugiados para no querer quedarse eran las temperaturas altas de los meses de verano, la ausencia continua de electricidad y los altos precios de los alimentos. Algunos refugiados del campo recibieron visados para visitar ciudades jordanas y nunca volvieron. En términos de seguridad, el campo era seguro, pero como ellos decían, allí 'el único riesgo es que te puedes morir de aburrimiento'. Otros quisieron sacar la parte positiva: una carta para recaudar fondos de ACNUR ponía el ejemplo de un antiguo señor rico de 65 años que recogía trozos de materiales de alrededor del campo y los usaba para hacer juguetes para los niños, por lo cual se convirtió en el Inventor de Azraq.
Como la crisis de refugiados sirios consiguió aumentar la concienciación pública a nivel global a finales de 2015, el estado del campo de refugiados de Azraq se vio envuelto en decisiones políticas. En noviembre de 2015, Ben Carson, neurocirujano jubilado, visitó el campo para tratar de reforzar su experiencia en política exterior durante la campaña presidencial de los Estados Unidos de 2016. Carson llegó a la conclusión de que antes de que los refugiados fueran a EE.UU, sería mejor que se refugiasen en los países vecinos de Oriente Medio. The Mail on Sunday publicó una larga historia sobre el campo en diciembre de 2015 y habló sobre su desocupación para poner en duda la sabiduría de la política del primer ministro David Cameron en relación con la crisis de los refugiados.
La población del campo aumentó gradualmente durante la segunda mitad de 2015, pero, aun así, se mantuvo muy por debajo de las expectativas iniciales. A principios de 2016, otro problema para llenar el campo fue la cantidad de refugiados que se encontraban retenidos en un área controlada por militares a lo largo de la frontera con Siria, donde se les tramitaban de manera muy lenta por problemas de seguridad, entre otros motivos. Los esfuerzos por mejorar la situación eléctrica en el campo continuaron, con un proyecto en marcha de 6 MW energía solar que costaría 10 millones de dólares, cuyas primeras partes estaba previsto que se publicasen en línea a finales de 2016.